# Barend Klooss
Barend Klooss (Rotterdam, 22 oktober 1913 - Mauthausen, 6 september 1944) was geheim agent tijdens de Tweede Wereldoorlog.
Klooss werd in Engeland door de Special Operations Executive opgeleid. In de nacht van 4 op 5 april 1942 werd hij samen met Henk Sebes bij Harskamp geparachuteerd.
Doel van zijn missie was sabotage in Overijssel en het tegenwerken van een Duitse invasie in Engeland. Dit maakte deel uit van Plan Claribel. Tijdens de training gebruikte hij de naam Barend Kiek, in het veld Barend Klooss en in zijn berichten Bob; zijn codenaam was Leek.
Op 1 mei werd hij gearresteerd en op 6 september 1944 in concentratiekamp Mauthausen geëxecuteerd.
Postuum is Barend Klooss het Bronzen Kruis toegekend bij Koninklijk Besluit no.33 van 2 mei 1953.